# Голубянка Иолай
Голубянка Иолай (Iolana iolas) — вид бабочек из семейства голубянки.

## Этимология названия
Иолай (др.-греч. Ἰόλαος) — в древнегреческой мифологии сын Ификла и Автомедусы, возничий и сподвижник Геракла.

## Описание

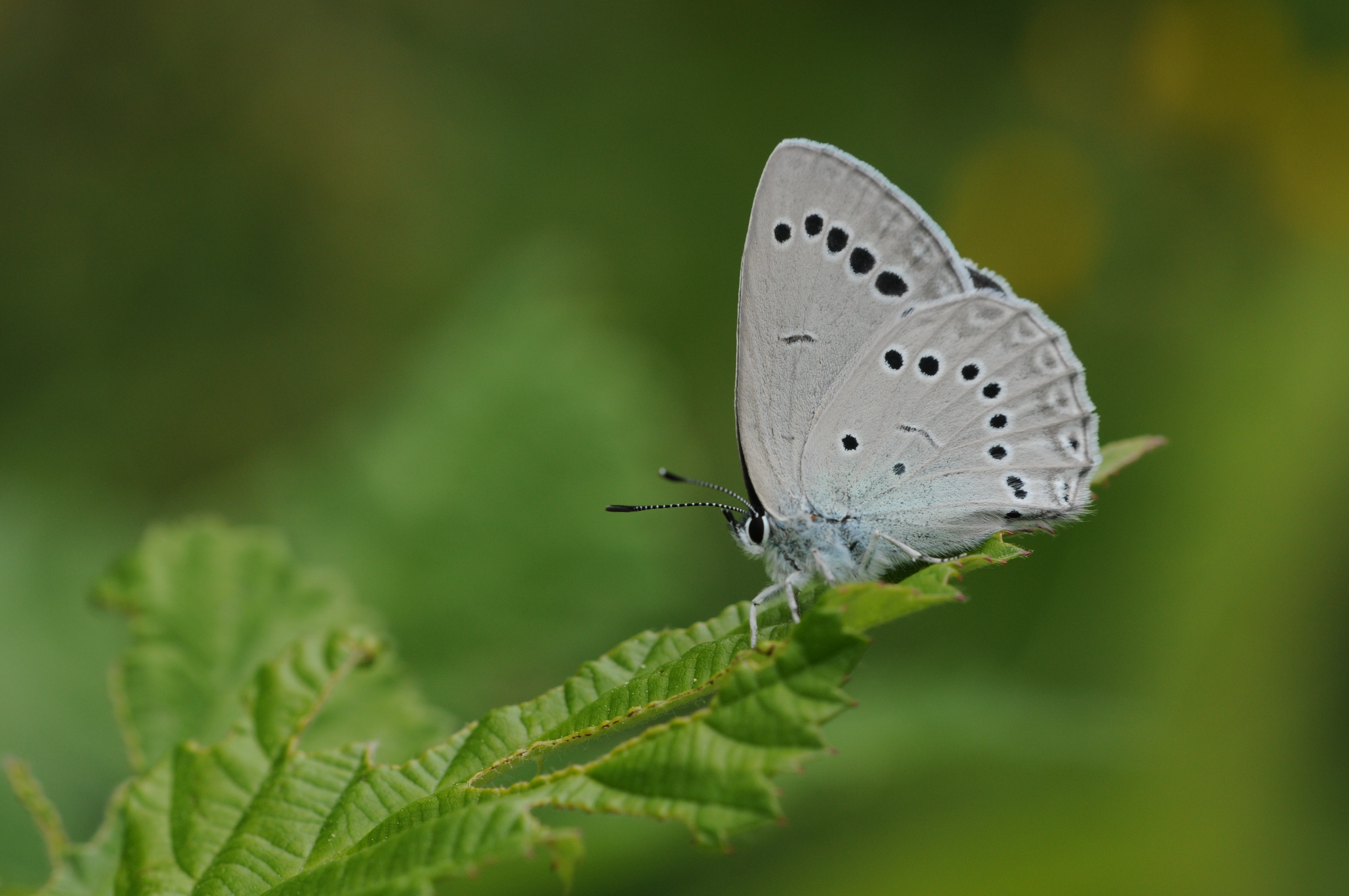
Нижняя сторона крыльев

Длина переднего крыла 18—21 мм. Размах крыльев 32—42 мм — один из крупнейших видов семейства в фауне Европы. У самца крылья сверху голубого цвета, с узким чёрным краем. В окраске верхней стороны крыльев самки преобладает чёрное напыление по краям крыльев, с синем напылением у корня крыла. Снизу крылья у обоих полов сероватого цвета со множеством чёрных округлых пятен.
Гусеница к концу своего развития достигает длины до 22 мм. Имеет вид характерных для гусениц семейства голубянки. Куколка длиной 12 мм, коричневого цвета с чёрными пятнами.

## Ареал и подвиды

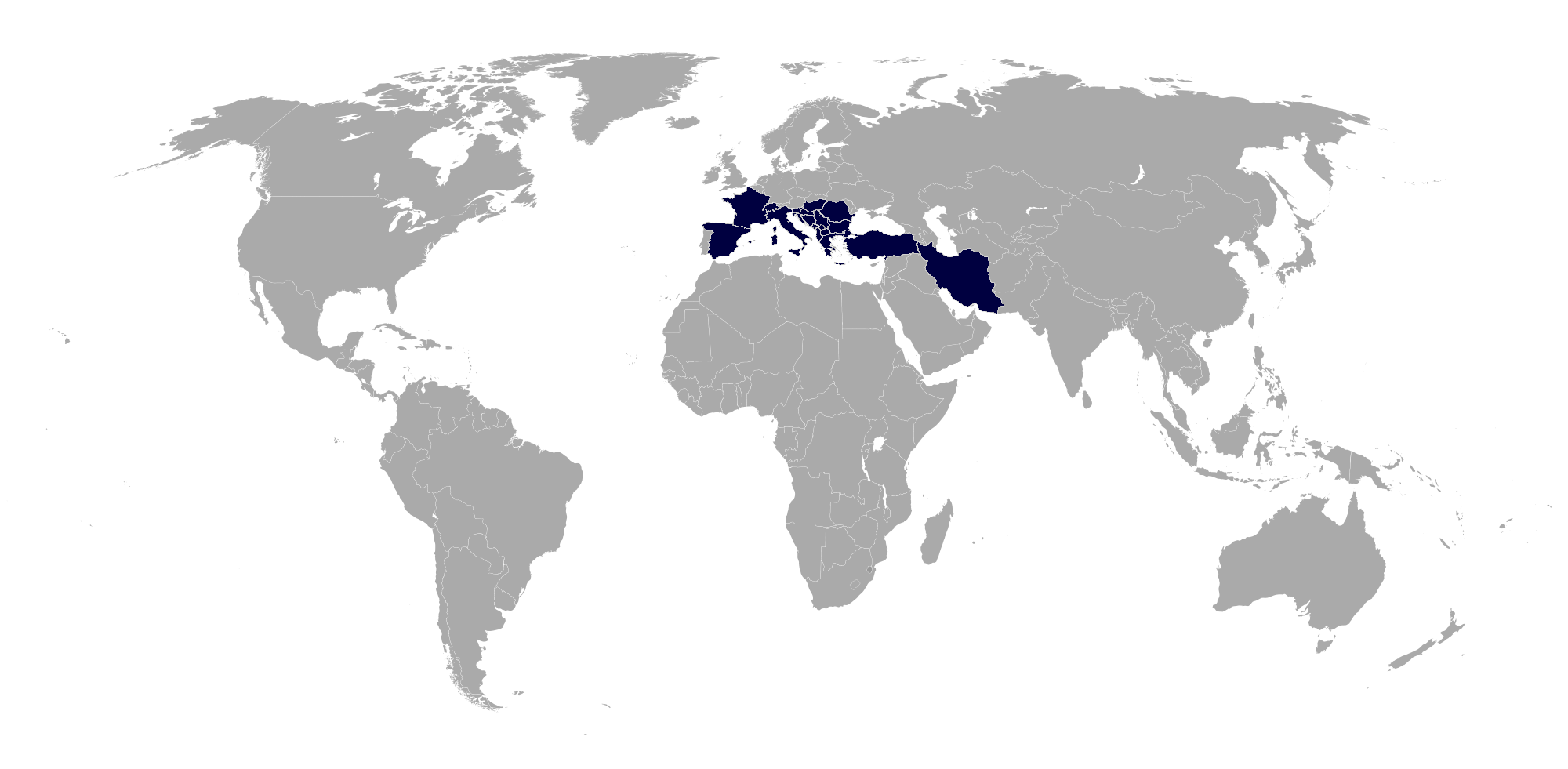
Карта ареала вида

Марокко: Атласские горы, на востоке страны, вероятно, исчезла в Джерада; Алжир: Medea Berrouaghia, Блида, Aflou Аль Bayadh, Djelfa и Батна; на высотах 800 и 2000 метров. К югу и востоку от Испании (Бадахос, Севилья, Кадис, Гранада, Альмерия, Хаэн, Монтес Универсалес, Наварра, Уэска, Сарагоса, Мадрид и Каталония); Франция от Савоя в Провансе и восточных Пиренеях; Швейцария (долина Роны); Северная и Центральная Италия; Австрия, Венгрия, Албания, Босния и Герцеговина, Болгария, Румыния, Хорватия, Македония, Черногория, Словения и Греция. В Азии на Ближнем Востоке, в Турции и западном Иране. В Европе населяет высоты от 100 до 1300 м н.у.м.
По литературным данным начала XX века единожды приводился для Украины — 15.07.1911, с. Андрусовка, нынешний Криворожский р-н, Днепропетровской область. Указание весьма сомнительное, вероятно, имела место ошибка при определении материала.

### Подвиды
- Iolana iolas farriolsi Segarra, 1930 — типовая местность: Vallvidrera, Барселона.
- Iolana iolas thomasi Hemming, 1931 — типовая местность: Альбаррасин, Теруэль.
- Iolana iolas saritae Fernández-Rubio, 1973 — типовая местность: Sierra Elvira, Гренада.
- Iolana iolas debilitata — марокканские популяции, которые часто рассматриваются как самостоятельный вид[6].

## Биология
В Европе развивается одно поколение за год. Время лёта с мая по июнь. Кормовые растения гусениц: Colutea arborescens, Colutea atlantica, Colutea cilicica. Гусеницы развиваются внутри семян кормовых растений.